# Oxaenanus kalialis
Oxaenanus kalialis là một loài bướm đêm trong họ Noctuidae.